# Waldo Salt: A Screenwriter’s Journey
Waldo Salt: A Screenwriter’s Journey ist ein US-amerikanischer Dokumentarfilm von Eugene Corr und Robert Hillmann aus dem Jahr 1990. Er behandelt das Leben des Drehbuchautors Waldo Salt.

## Handlung
Der Film behandelt das Leben des Drehbuchautors Waldo Salt, der in den 1950ern auf Hollywoods Schwarze Liste gesetzt wurde, In den 1970ern jedoch gewann er mit seinen Drehbüchern für Asphalt-Cowboy und Coming Home – Sie kehren heim je einen Oscar. Der Film besteht sowohl aus Archivmaterial aus Salts Filmen, vor allem Asphalt-Cowboy und Interviews mit Schauspielern und Freunden wie Dustin Hoffman, Robert Redford, Jon Voight und John Schlesinger sowie seine Tochter Jennifer Salt.

## Hintergrund
Der Film ist Teil der PBS-Reihe American Masters und wurde erstmals 1990 auf dem Sundance Film Festival gezeigt.
Der Film wurde bei der Oscarverleihung 1991 als Bester Dokumentarfilm nominiert.
2007 stellte Robert Hillmann über 300 Originaldokumente aus Waldo Salts Schaffen, darunter Film- und Audioaufnahmen, die ihren Eingang in die Dokumentation fanden, der Academy of Motion Picture Arts and Sciences zur Verfügung, die das Material nun verwaltet.